# Koperen bekken

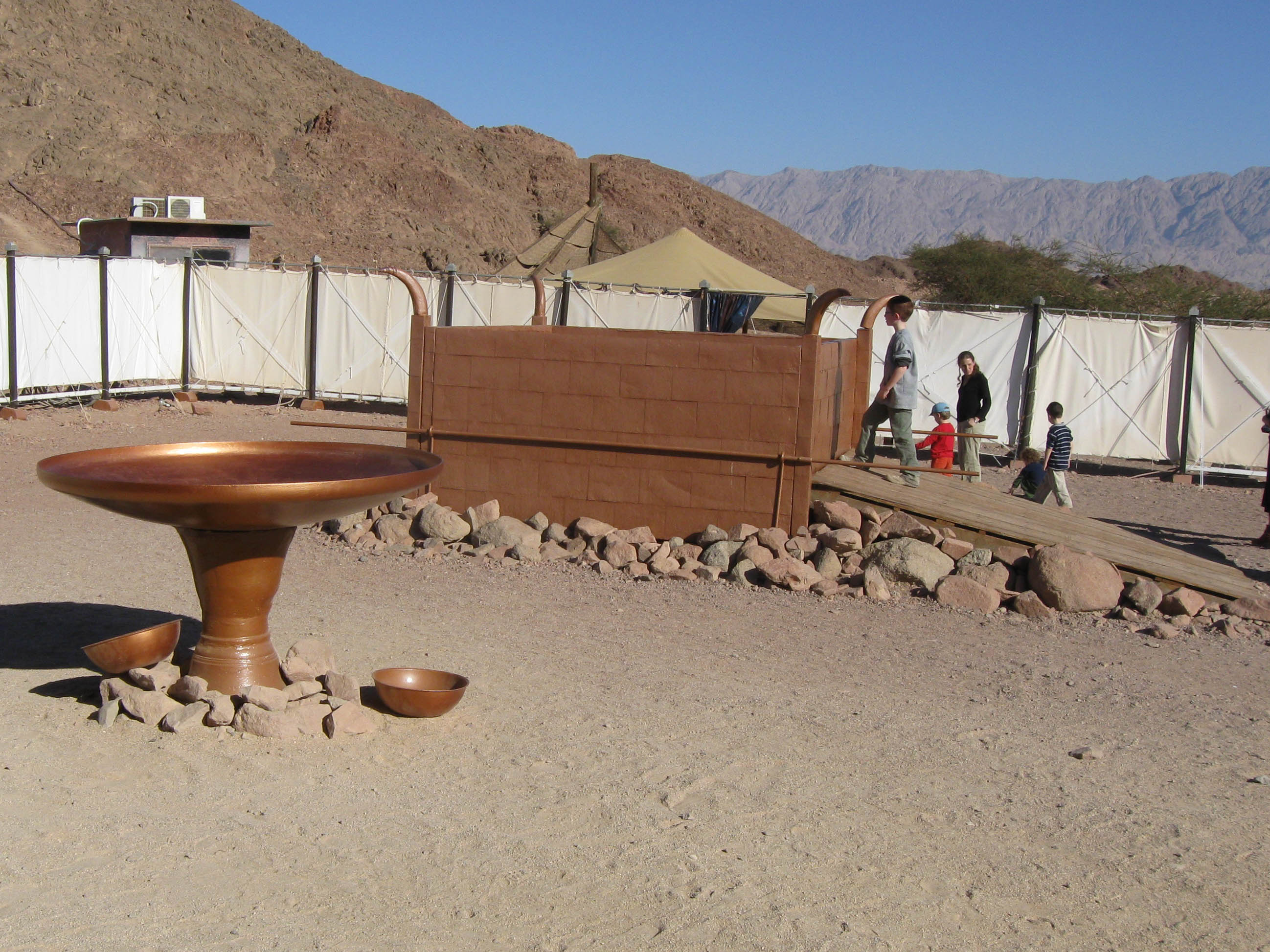
Model van het koperen bekken (links) geplaatst voor een reproductie van de tabernakel in Israël

Het koperen bekken, wasbekken of wasvat (Hebreeuws: כִּיּוֹר, kiyyir, "bassin", "pot", "vat") was volgens de traditie in de Hebreeuwse Bijbel een wasbekken in het voorhof van het Joodse heiligdom. Het bekken dat in de Joodse tempel werd gebruikt wordt in veel Bijbelvertalingen de koperen zee of gegoten zee genoemd.

## Bijbelse vermelding
Het met water gevulde bekken stond in het voorhof van de tabernakel en de latere Joodse tempels in Jeruzalem, tussen de ingang van het heiligdom en het met koper beklede brandofferaltaar. Voordat de Levieten het heiligdom betraden of een offer brachten op het brandofferaltaar dienden zij in het bekken hun handen en voeten te wassen.

### Tabernakel
Van het eerste, door Bezaleël gemaakte bekken voor de tabernakel zijn in de Bijbel de maten en gewichten niet opgetekend, er is alleen beschreven dat het een koperen onderstel had. In tegenstelling tot de Masoretische Tekst bevat de Septuagint aanvullende details over het vervoer, wat in enkele Bijbelvertalingen is toegevoegd aan Numeri 4:14. Net als de meeste overige heilige voorwerpen van de tabernakel diende het bekken volgens dit tekstgedeelte in een kleed te worden gewikkeld en te worden vervoerd op draagbomen. De meeste Bijbelvertalingen laten dit gedeelte echter weg.

### Tempels

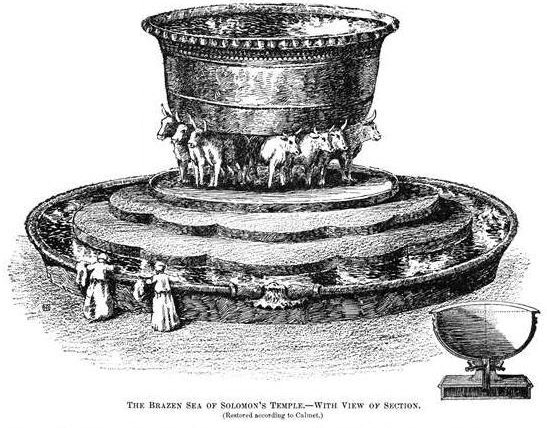
Voorstelling van het koperen bekken van Salomo's Tempel
Uit de Jewish Encyclopedia (1906)

Koning Salomo bouwde de Tempel van Salomo en liet een exemplaar dat zo groot was dat veel Bijbelvertalingen spreken over een "zee". Het werd gebouwd door een zekere Hiram, die deels van Joodse en deels van Fenicische afkomst was. Het bekken was van massief koper, was vijf el hoog (rond de tweeënhalve meter) en had een binnenmaats doorsnede van tien el (rond de vijf meter). Het bekken had het uiterlijk van de bloeiwijze van een lelie en was versierd met pompoenvormige ornamenten. Het geheel rustte op twaalf koperen stieren die hun achterzijde naar elkaar hadden gekeerd en in groepjes van drie naar de vier windrichtingen keken. Salomo liet bovendien tien koperen bekkens op koperen wagentjes maken, die gebruikt werden om bepaalde offers te wassen.
Koning Achaz van het koninkrijk Juda vernielde tijdens zijn regering de koperen wagentjes en verwijderde de twaalf stieren onder het bekken. Later werden de resten van de wagentjes en het bekken tijdens de verovering van Jeruzalem verbrijzeld en werd het koper naar Babylon gebracht. De Bijbel bevat geen details over het koperen bekken in de door Zerubbabel herbouwde tempel of de Tempel van Herodes de Grote.
Het tempelvisioen in Ezechiël bevat een uitvoerige beschrijving van het tempelgerei, maar een vermelding van het bekken ontbreekt.